# مخيم الحدائق (إربد)
مخيم الحدائق (إربد) أو مخيم الحديقة أو مخيم حدائق الملك عبد الله الثاني أو مخيم حدائق الرمثا هو أحد المخيمات التي تم إنشاؤها في الأردن لاستقبال اللاجئين الفلسطينيين والسوريين الذين اضطروا للهرب بسبب النزاع في سوريا. تأسس المخيم في عام 2012 في محافظة إربد، بالقرب من مدينة الرمثا التي تقع في أقصى شمال المملكة الأردنية الهاشمية، على مقربة من الحدود السورية. كان المخيم جزءًا من استجابة الحكومة الأردنية لتزايد أعداد اللاجئين السوريين والفلسطينيين الذين هربوا من الحرب في سوريا، حيث يواجهون صعوبة في إيجاد مأوى آمن وبيئة ملائمة للعيش.
يضم مخيم الحدائق ما بين 713 إلى 5000 شخصًا من الفلسطينيين والسوريين، ويشكل الفلسطينيون الذين هربوا من سوريا الغالبية العظمى من سكانه. الكثير من هؤلاء اللاجئين لم يكن لديهم أوراق ثبوتية أثناء دخولهم إلى الأردن، مما جعلهم في وضع قانوني صعب، حيث تم استقبالهم في البداية في مخيمات أخرى مثل مخيم الزعتري، قبل أن يتم نقلهم إلى مخيم الحدائق في ظل ظروف أفضل. كما تم نقل بعض اللاجئين الفلسطينيين من مخيم "السايبر ستي" في شمال الأردن إلى مخيم الحدائق بعد إغلاقه في عام 2016.

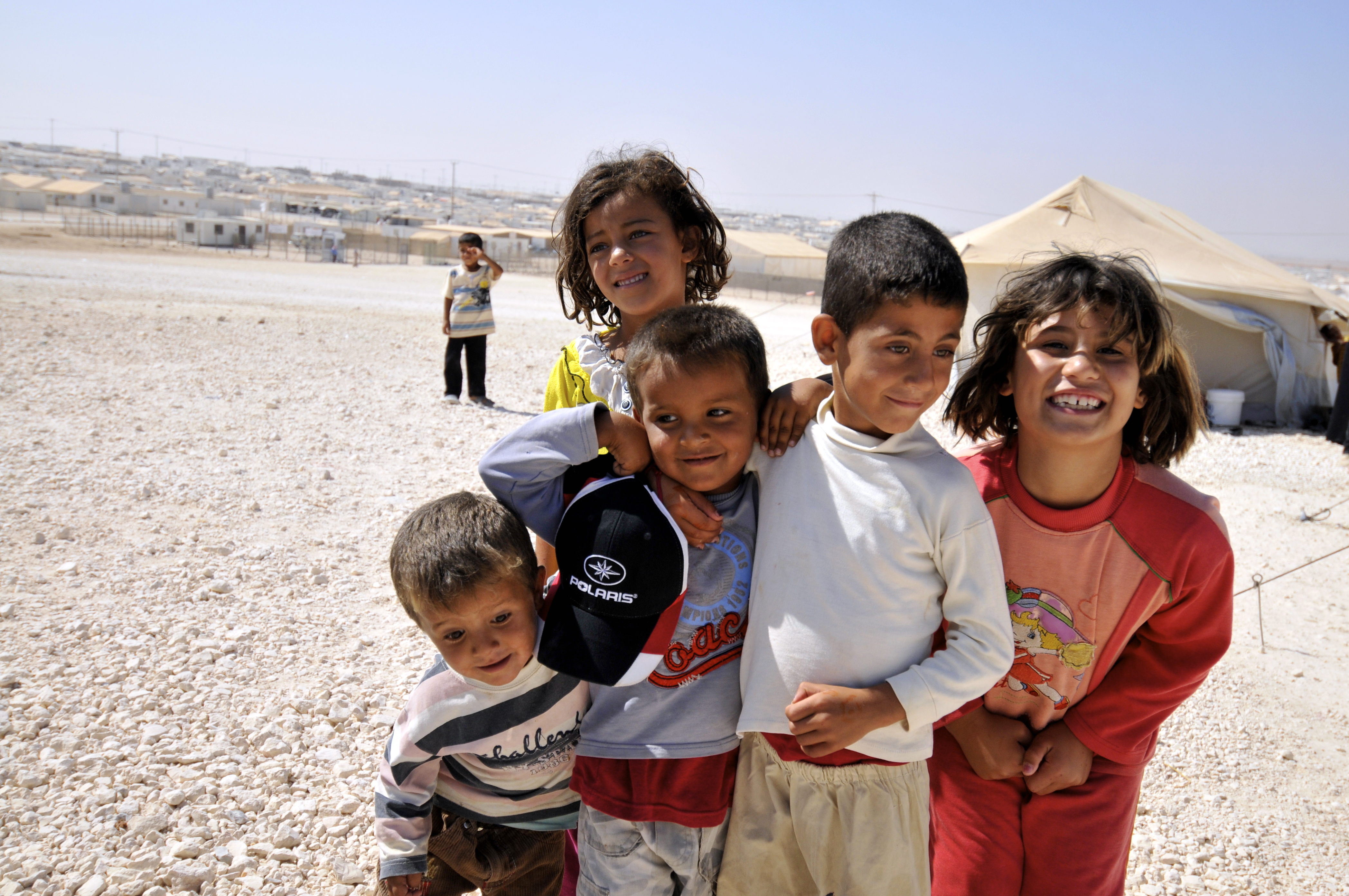
أطفال في مخيم لاجئين في الأردن

ووفقًا لمجموعة من محطة الراديو الأردنية حسنى، التي زارت المخيم، على الرغم من أن المخيم يقع في منطقة تُعرف بالحدائق، إلا أن الواقع في المخيم بعيد عن الصورة المثالية التي قد يوحي بها الاسم. يعيش سكان المخيم في ظروف صعبة، حيث يفتقر المخيم إلى العديد من الخدمات الأساسية والمرافق الضرورية، وتضاف هذه الظروف إلى معاناتهم المستمرة جراء اللجوء وفقدان الأمل في العودة إلى ديارهم. كما يعاني العديد من سكان المخيم من نقص في الرعاية الصحية والتعليم وفرص العمل.

## أنظر أيضًا
- اللاجئون في الأردن
- مخيمات اللاجئين السوريين
- المفوضية السامية للأمم المتحدة لشؤون اللاجئين
- مخيمات اللاجئين الفلسطينيين